# Tadeusz Wasilewski
Tadeusz Ludwik Wasilewski (ur. 8 kwietnia 1933 w Wilnie, zm. 9 listopada 2005 w Warszawie) – polski historyk, bałkanista, bizantynolog i dyplomata.

## Życiorys
Był synem Stefana i Zenaidy z Wołłowiczów. W 1945 jego rodzina zmuszona do opuszczenia Wilna przeniosła się do Białegostoku, a wkrótce potem do Bydgoszczy. W 1951 ukończył szkołę średnią w Bydgoszczy i rozpoczął studia historyczne na Uniwersytecie Warszawskim, gdzie uczęszczał na seminarium magisterskie, a następnie doktorskie prowadzone przez Aleksandra Gieysztora w Instytucie Historycznym. Z uczelnią tą był związany przez blisko 50 lat pracy naukowo-dydaktycznej. W 1955 r. po uzyskaniu stopnia magistra został asystentem w Instytucie Historycznym Wydziału Historycznego, następnie adiunktem po obronie pracy doktorskiej 7 grudnia 1963 r., docentem po uzyskaniu tytułu doktora habilitowanego 23 marca 1971 r., profesorem nadzwyczajnym od 1982 r. i profesorem zwyczajnym od 1988 r.
Od 1972 r. prowadził seminaria magisterskie i doktorskie, na których powstało kilkaset prac magisterskich i kilkanaście doktorskich. W latach 1972–1983 był kierownikiem Studium Doktoranckiego Wydziału Historycznego UW. Pracował także na dwóch innych uczelniach wyższych: Uniwersytecie Marii Curie-Skłodowskiej w Lublinie i Mazowieckiej Wyższej Szkole Humanistyczno-Pedagogicznej w Łowiczu.
Prowadził prace badawcze w kilku dziedzinach: historii Bizancjum i w dziejach Południowej Słowiańszczyzny, historii średniowiecznej Polski, historii Wielkiego Księstwa Litewskiego, nauk pomocniczych historii ze szczególnym uwzględnieniem genealogii i heraldyki. Wynikiem tych badań było opublikowanie w Polsce i za granicą ponad 400 prac naukowych (książek, artykułów naukowych, wydawnictw źródłowych).
Był członkiem licznych organizacji społecznych i naukowych, m.in.: Towarzystwa Naukowego Warszawskiego, Academie Internationale de Genealogie, Komisji Historycznej Polsko-Bułgarskiej, Komisji Bizantynologicznej przy Komitecie Nauk o Kulturze Antycznej, Instytutu Europy Środkowo-Wschodniej.
W latach 1991–1995 był ambasadorem RP w Bułgarii. Za badania naukowe nad historią Bułgarii i zasługi dyplomatyczne otrzymał wysokie odznaczenia państwowe Republiki Bułgarii: Order Cyryla i Metodego I klasy i Order „Jeździec Madarski” I klasy. Odznaczony także Orderem Jeźdźca z Madary I stopnia (1996).
Postanowieniem Prezydenta RP z dnia 30 czerwca 2009 za wybitne zasługi w propagowaniu wiedzy o wspólnym dziedzictwie historycznym narodów tworzących Rzeczpospolitą Obojga Narodów został pośmiertnie odznaczony Krzyżem Komandorskim Orderu Odrodzenia Polski.
Pochowany na Cmentarzu Wojskowym na Powązkach (kwatera C38-4-4).

## Uczniowie
Do grona jego uczniów należą: Henryk Lulewicz, Mirosław Nagielski, Andrzej Rachuba, Grzegorz Rostkowski, Witold Sienkiewicz, Józef Maroszek.

## Publikacje
Książki
- Historia Bułgarii, Wrocław: Zakład Narodowy im. Ossolińskich, 1970 (wyd. 2 popr. i uzup. 1988).
- Bizancjum i Słowianie w IX wieku: studia z dziejów stosunków politycznych i kulturalnych, Warszawa: Państwowe Wydawnictwo Naukowe 1972.
- (współautorzy: Jerzy Skowronek, Mieczysław Tanty), Historia Słowian południowych i zachodnich, Warszawa: PWN 1977 (wyd. 2 1988).
- Jan Antoni Chrapowicki, Diariusz. Cz. 1, Lata 1656–1664, oprac. i wstępem poprzedził Tadeusz Wasilewski, Warszawa: „Pax” 1978 (wyd. 2 1988).
- (redakcja) Bogusław Radziwiłł, Autobiografia, wstępem poprzedził i oprac. Tadeusz Wasilewski, Warszawa: Państwowy Instytut Wydawniczy 1979.
- Ostatni Waza na polskim tronie, Katowice: „Śląsk” 1984.
- (współautor: Wacław Felczak), Historia Jugosławii, Wrocław: Zakład Narodowy im. Ossolińskich 1985.
- Jan Kazimierz, Warszawa: Zamek Królewski 1985.
- Bulgarija i Vizantija IX-XV vek. Izsledvanija, red. Ivan Božilov, Sofija 1997.
- Aleksander D. Skorobohaty, Diariusz, oprac. Tadeusz Wasilewski, Warszawa: „DiG”, 2000.
- (redakcja) Inter Orientem et Occidentem. Studia z dziejów Europy Środkowo-wschodniej ofiarowane profesorowi Janowi Tyszkiewiczowi w czterdziestolecie pracy naukowej, red. nauk. Tadeusz Wasilewski, Marek Barański, Warszawa: „DiG” 2002.
- (współautorzy: Jerzy Skowronek, Mieczysław Tanty), Słowianie południowi i zachodni VI – XX wiek, Warszawa: Książka i Wiedza 2005.

Wybrane artykuły
- Administracja bizantyjska na ziemiach słowiańskich i jej polityka wobec Słowian w XI – XIII w., „Kwartalnik Historyczny” 70 (1963), z. 2, s. 303–323.
- Le thème byzantin de Sirmium – Serbia au XI et XII siècle, „Sbornik radova Vizantolozskog instituta”, Inst. Serb. Akad. Nauk, Melagnes Ostrogorski, 2, s. 465–482.
- Le titres du duc, de catepan et de pronoete dans l’Empire byzantin du IX jusqu’au XII, [w:] „Actes du XII Congrès International des Études Byzantines”, 2, Beograd 1964, s. 233–239.
- Macedońska historiografia dynastyczna X wieku jako źródło do dziejów Bizancjum w latach 813–867, „Studia Źródłoznawcze” 16 (1971), s. 58–83.
- Paleologowie, [w:] Dynastie Europy, pod red. A. Mączaka, Wrocław 1997, s. 237–246.
- Studia nad dziejami panowania cesarza Michała III (842–867), „Przegląd Historyczny” 61 (1970), cz. 1, z. 2, s. 167–182; cz. 2, z. 3, s. 359–380.
- Borys I – książę czy król Bułgarii, „Balcanica Posnaniensia” 2 (1985), s. 33–42.
- Data chrztu Bułgarii, „Pamiętnik Słowiański” 18 (1968), s. 115–129.
- Kontrowersje wokół powstania i najstarszych dziejów państwa bułgarskiego, [w:] Trzynaście wieków Bułgarii, Wrocław 1983, s. 181–189.
- Nieznany przekaz kronikarski o przyjęciu chrześcijaństwa przez Bułgarów, „Pamiętnik Słowiański” 19 (1969), s. 139–143.
- Chrystus Pantokrator na pieczęciach i monetach Włodzimierza I i jego następców. Bizantyńskie i bułgarskie wzorce, „Wiadomości Numizmatyczne” 32 (1988), z. 3/4, s. 159–169.